# Grupa Operacyjna „Jasło”
Grupa Operacyjna „Jasło” (GO „Jasło”) – grupa operacyjna Wojska Polskiego.
Z dniem 25 sierpnia 1939, decyzją Generalnego Inspektora Sił Zbrojnych, dowództwo Odcinka „Jasło” oraz Pododcinków „Sucha”, „Nowy Sącz” i „Sanok” zostały wcielone do KOP.
Grupa Operacyjna „Jasło” w kampanii wrześniowej walczyła w składzie Armii „Karpaty”.

## Struktura organizacyjna
| Organizacja pokojowa      | Organizacja wojenna        |
| ------------------------- | -------------------------- |
| Dowództwo Odcinka „Jasło” | Dowództwo GO „Jasło”       |
| Pododcinek „Nowy Sącz”    | 2 Brygada Górska Strzelców |
| Pododcinek „Sanok”        | 3 Brygada Górska Strzelców |
| Pododcinek „Sucha”        |                            |

## Obsada personalna
| Obsada personalna dowództwa | Obsada personalna dowództwa            | Obsada personalna dowództwa |
| --------------------------- | -------------------------------------- | --------------------------- |
| dowódca                     | gen. bryg. Kazimierz Łukoski           |                             |
| szef sztabu                 | ppłk dypl. Adam Rudnicki               | do 8 IX 1939                |
| szef sztabu                 | ppłk dypl. Włodzimierz Rytarowski      | do 11 IX 1939               |
| szef sztabu                 | mjr dypl. Jan Pawłowski                | od 12 IX 1939               |
| oficer informacyjny         | kpt. art. Henryk Boroń                 |                             |
| oficer operacyjny           | kpt. dypl. Aleksander Kieres           |                             |
| kwatermistrz                | kpt. dypl. art. Tadeusz Deska          |                             |
| dowódca łączności           | mjr łącz. Kazimierz Józef Hojarski     |                             |
| dowódca saperów             | kpt. Stanisław Bielenin                |                             |
| szef służby zdrowia         | mjr lek. dr Ignacy Bernard Chrzanowski |                             |
| szef służby weterynaryjnej  | kpt. lek. wet. dr Marian Górniewicz    |                             |